# 七星岗街道
七星岗街道是中华人民共和国重庆市渝中區下辖的一个街道办事处。

## 行政区划
七星岗街道辖以下社区：
华一坡社区、临华路社区、领事巷社区、兴隆街社区、归元寺社区、金汤街社区、抗建堂社区和捍卫路社区。

## 交通
- 七星岗站